# Dompelcoaten
Dompelcoaten is een continu dompel proces toegepast om grove weefsels te voorzien van meestal een pvc deklaag.

## Proces

Dompelcoaten proces. 1 Rol met grof weefseldoek. 2 Weefseldoek. 3 Bad. 4 Vloeibaar materiaal. 5 Geleidingsrollen. 6 Oven. 7 Afstrijkers. 8 Terugvallende vloeistof. 9 Vloeistof die aan het weefseldoek blijft plakken.

Een grof weefsel (2) wordt via geleidingsrollen (5) door een bad (3) met daarin vloeibaar materiaal (4) geleid. Het vloeibaar materiaal blijft aan het weefseldoek plakken. De afstrijker (7) bepalen de dikte van de deklaag. In een oven (6) wordt indien nodig het vloeibaar materiaal gedroogd.

## Toepassingen
Het dompelcoaten wordt veel toegepast om vloerbedekking te voorzien van een onderlaag. Ook wordt het dompelcoaten toegepast om folies van een deklaag te voorzien.